# Lao Premier League 2022
Die Lao Premier League 2022 war die 33. Spielzeit der höchsten laotischen Fußballliga seit der offiziellen Einführung im Jahr 1990. Die Liga begann mit dem ersten Spieltag am 12. März 2022 und endete mit dem letzten Spieltag am 20. August 2022.

## Teilnehmende Mannschaften
| Mannschaft                | Standort              | Stadion                        | Kapazitaet |
| ------------------------- | --------------------- | ------------------------------ | ---------- |
| Ezra FC                   | Vientiane             | Neues Nationalstadion von Laos | 25.000     |
| IDESA Champasak United FC | Provinz Champasak     | Champasak-Stadion              | 12.000     |
| Lao Army FC               | Vientiane             | Army Stadium KM5               | 1000       |
| Luang Prabang FC          | Provinz Luang Prabang | Luang Prabang Stadium          | 20.000     |
| Master 7 FC               | Vientiane             | Neues Nationalstadion von Laos | 25.000     |
| Viengchanh FC             | Provinz Vientiane     | Neues Nationalstadion von Laos | 25.000     |
| Young Elephants FC        | Vientiane             | Neues Nationalstadion von Laos | 25.000     |

## Ausländische Spieler
Stand: 24. März 2022
| Mannschaft                | Spieler 1            | Spieler 2    | Spieler 3  | Asien            | Ehemalige Spieler               |
| ------------------------- | -------------------- | ------------ | ---------- | ---------------- | ------------------------------- |
| Ezra FC                   | Takumi Ito           |              |            | Takuya Watanabe  |                                 |
| IDESA Champasak United FC |                      |              |            |                  |                                 |
| Lao Army FC               |                      |              |            |                  |                                 |
| Luang Prabang FC          | Jed                  |              |            |                  |                                 |
| Master 7 FC               | Souleymane Coulibaly |              |            | Yukihiro Ayukawa | Murphy Ebedi Rafinha Kanu Abdul |
| Viengchanh FC             | Koffi Ben David      | Ebedi Murphy | Kanu Abdul |                  | Mayowa Joseph Olaniran          |
| Young Elephants FC        | Lucas Paulista       | Shori Murata | Aee Soe    | Ryōta Yanagizono | Satoshi Iwahashi Masaya Tobari  |

## Tabelle
| Pl.                    | Verein                    | Sp. | S  | U | N  | Tore    | Diff. | Punkte |
| ---------------------- | ------------------------- | --- | -- | - | -- | ------- | ----- | ------ |
| 1.                     | Young Elephants FC        | 18  | 13 | 5 | 0  | 044:120 | +32   | 44     |
| 2.                     | Master 7 FC               | 18  | 9  | 6 | 3  | 037:230 | +14   | 33     |
| 3.                     | Ezra FC                   | 18  | 8  | 5 | 5  | 029:250 | +4    | 29     |
| 4.                     | Lao Army FC               | 18  | 5  | 4 | 9  | 019:250 | −6    | 19     |
| 5.                     | Luang Prabang FC          | 18  | 5  | 4 | 9  | 027:310 | −4    | 19     |
| 6.                     | Viengchanh FC             | 18  | 3  | 6 | 9  | 020:470 | −27   | 15     |
| 7.                     | IDESA Champasak United FC | 18  | 3  | 4 | 11 | 023:360 | −13   | 13     |
| Stand: Saisonende 2022 |                           |     |    |   |    |         |       |        |

## Torschützenliste
Stand: Saisonende 2022
| Platz | Spieler                 | Mannschaft                | Tore |
| ----- | ----------------------- | ------------------------- | ---- |
| 1.    | Keoviengpheth Lithideth | Master 7 FC               | 15   |
| 2.    | Kydavone Souvanny       | Young Elephants FC        | 11   |
| 3.    | Rafinha                 | Master 7 FC               | 10   |
| 4.    | Sinnakone Koumanykham   | Luang Prabang FC          | 9    |
| 5.    | Bouphachan Bounkong     | Young Elephants FC        | 8    |
| 5.    | Lucas Paulista          | Young Elephants FC        | 8    |
| 5.    | Soukpachan Leuanthala   | IDESA Champasak United FC | 8    |
| 8.    | Chony Wenpaserth        | Ezra FC                   | 7    |
| 8.    | Peter Phanthavong       | Ezra FC                   | 7    |
| 10.   | Phouvieng Phounsavath   | Viengchanh FC             | 6    |
| 10.   | Anousone Xaypanya       | Ezra FC                   | 6    |
| 10.   | Emmanuel Jugbe Doe      | Luang Prabang FC          | 6    |
| 13.   | Souleymane Coulibaly    | Master 7 FC               | 4    |
| 13.   | Sisawad Dalavong        | Lao Army FC               | 4    |
| 13.   | Damoth Thongkhamsavath  | IDESA Champasak United FC | 4    |
| 13.   | Phouthone Innalay       | Lao Army FC               | 4    |
| 13.   | Aee Soe                 | Young Elephants FC        | 4    |

## Auszeichnungen
| Auszeichnung       | Spieler                  | Mannschaft         |
| ------------------ | ------------------------ | ------------------ |
| Spieler des Jahres | Kydavone Souvanny        | Young Elephants FC |
| Torwart des Jahres | Keoviengphet Liththideth | Master 7 FC        |